# Colotrechnus subcoeruleus
Colotrechnus subcoeruleus är en stekelart som beskrevs av Thomson 1878. Colotrechnus subcoeruleus ingår i släktet Colotrechnus och familjen puppglanssteklar.
Artens utbredningsområde är:
- Österrike.
- Tjeckien.
- Slovakien.
- Frankrike.
- Tyskland.
- Ungern.
- Italien.
- Rumänien.
- Spanien.
- Sverige.
- Moldavien.
- Kroatien.
- Nordmakedonien.

Arten är reproducerande i Sverige. Inga underarter finns listade i Catalogue of Life.